# −8
−8（マイナスはち）は、負の整数の1つであり、−9 の次で −7 の前の数である。

## 性質
- −8 は負の整数の中で8番目に大きい数である。負の偶数としては-6の次に大きい。

## その他 −8 に関すること
- 10−8 を表す日本の単位は沙。
- 西暦マイナス8年は紀元前9年、マイナス8世紀は紀元前9世紀に当たる。